# Sumburgh Head Lighthouse
Das Sumburgh Head Lighthouse, deutsch Sumburgh-Head-Leuchtturm, ist ein Leuchtturm auf der schottischen Shetlandinsel Mainland. 1977 wurde der Leuchtturm in den schottischen Denkmallisten in der höchsten Kategorie A gelistet.
Der Leuchtturm befindet sich an dem Kap Sumburgh Head, das den südlichsten Punkt von Mainland markiert. Das Leuchtfeuer liegt in einer Höhe von 91 m über dem Meeresspiegel, woraus sich eine Reichweite von 23 Seemeilen (rund 42 km) ergibt. Die Kennung des Turms sind drei weiße Blitze alle 30 Sekunden.

## Geschichte
Am Standort des Leuchtturms an der Landspitze Sumburgh Head befanden sich zuvor die Überreste eines historischen Forts. Von diesem leitet sich auch der Name des Standortes her. Sumburgh leitet sich von altnordisch „Sunn Borg“ für „Burg im Süden“ ab. Robert Stevenson, der später auch für die Planung des Leuchtturms verantwortlich sein sollte, erkundete im August 1815 den Standort und erachtete ihn als geeignet zum Bau eines Leuchtturms. Die Arbeiten begannen im Januar 1819 und wurden von dem Unternehmen John Reid aus Peterhead durchgeführt. 1821 wurde der erste Leuchtturm der Shetlandinseln fertiggestellt und nahm seinen Betrieb auf. Anstelle der zu dieser Zeit üblichen 21 Reflektoren war er mit 26 ausgestattet. Die jährlichen Betriebskosten beliefen sich auf 650 £.
Aus der zweiten Hälfte des 19. Jahrhunderts sind 15 Fälle verzeichnet, in denen der wachhabende Wärter während des Dienstes einschlief. Hierbei handelt es sich um das schwerste Vergehen eines Leuchtturmwärters, da ein erlöschendes Signallicht nicht bemerkt werden kann oder die Maschinerie auf Grund einer nicht erkannten Fehlfunktion Schaden nehmen könnte. 1871 wurden zwei der Leuchtturmwärter entlassen, nachdem ihr gegenseitiges Abkommen bekannt wurde, ein Einschlafen am Arbeitsplatz nicht zu melden. 1905 wurden weitere Außengebäude hinzugefügt und der Sumburgh-Head-Leuchtturm schließlich 1991 vollständig automatisiert. Ein 1906 errichtetes Nebelhorn war bis 1987 in Betrieb. Nach einer Restaurierung 2015 kann es zu besonderen Anlässen wieder betrieben werden.